# Ben Lewis
Ben Lewis (Canadá, 30 de setembro de 1985) é um ator e escritor canadense conhecido por seu papel como a versão adulta de William Clayton nas duas últimas temporadas de Arrow. Também teve papéis de destaque em The Christmas Setup, Scott Pilgrim contra o Mundo e Degrassi: The Next Generation. Em 2020, Lewis juntou-se ao website Cameo para arrecadar dinheiro para instituições de caridade durante a pandemia da COVID-19. Escreveu e dirigiu curtas-metragens, como Apart of Everything e Zero Recognition.

## Vida pessoal
Lewis é abertamente gay, tendo se assumido aos pais quando tinha dezessete anos. É casado com o ator Blake Lee, que conheceu no banheiro do TCL Chinese Theatre durante a estréia de Scott Pilgrim contra o Mundo, depois de ouvir que eles tinham amigos em comum. Lee tinha comparecido como amigo de Aubrey Plaza. Lewis e Lee iniciaram um relacionamento de longa distância entre Los Angeles e Toronto. Em 2020, Lewis e Lee protagonizaram o primeiro filme natalino LGBTQ da Lifetime, a comédia romântica para a televisão The Christmas Setup.

## Filmografia

### Filmes
- 2008 - Toronto Stories - Junkie
- 2010 - The Shrine - Eric Taylor
- 2010 - Scott Pilgrim contra o Mundo - Other Scott
- 2014 - Pompeia - Fulvius Fronto (não creditado)
- 2020 - The High Note - Chad

### Filmes e séries de TV
- 2006 - The House Next Door - Entregador de Pizza
- 2007 - Ecos do Além 2 - Max Cogan
- 2008 - Só a Verdade Cura - Jon Morrissey
- 2009 - Murdoch Mysteries - Teddy Jones Jr.
- 2010 - Aaron Stone - Conner Sullivan
- 2010 -Lost Girl - Liam
- 2010 - Unnatural History - Tramm Van Horn
- 2010-2011 - Degrassi: The Next Generation - Bobby Beckonridge
- 2011 - Suits- Seth Keller
- 2012 - Beauty & the Beast - Peter Hollingsworth
- 2013 - Long Story, Short - Greg Power
- 2014 - Reign- Father Benoit
- 2015 - Chasing Life - Josh
- 2016 - Designated Survivor - Carter
- 2017 - The Handmaid's Tale - Peter
- 2018 - Insecure - Cody
- 2018 - Ransom - Brian Smith
- 2018 - Wisdom of the Crowd - Joel
- 2018-2020 - Arrow - William Clayton (adulto)
- 2020 - The Christmas Setup - Hugo Spencer